# 大磴沟站
大磴沟站位于宁夏石嘴山市大武口区陶斯沟，邮政编码753300，于1959年动工，1966年1月1日竣工，是平汝铁路的一个车站。距石嘴山站35公里，离汝箕沟站47公里。该站隶属兰州铁路局。办理旅客乘降和货运业务（办理整车，不办理危险货物发到），为三等车站。车站建筑面积2000平方米外运能力年292万吨。本站及相邻上下行区间均为电气化区段，日运行列车1对。石炭井各矿区支线铁路在该站与平汝铁路接轨。